# ヤースー
ヤースー（1988年6月7日 - ）は、日本の怪談芸人。
YouTubeチャンネル「トクモリザウルス」の登録者数は25万人以上（2025年4月次点）。
沖縄県うるま市出身。
吉本興業に所属し、沖縄でコンビを組み、2016年に東京へ移住したが、コロナ禍によってコンビの相方とも会えなくなり、スマイルシーサー解散に繋がった。
祖母がユタ（沖縄の民間霊媒師）だったことを語った動画の再生回数が伸びていった。ヤースー自身も霊視ができると言っており、以降、怪談関係のイベントや動画への出演依頼が舞い込むようになった。2025年時点での出演オファーは全てが怪談関係となっている。

## おばあちゃんのお祓い
「おばあちゃんのお祓い」はヤースー自身の体験談を元にした話で、ライブや動画で名刺代わりに話している。
2025年にはドラマ化され、『琉球トラウマナイトリアルストーリー2025』（沖縄テレビ放送）で4月22日に放映された。

## ボクとおば～のフシギな話
ヤースーの体験談を原作とし、杉作作画による漫画『ボクとおば～のフシギな話』が、『コミックボーダー』にて2022年9月9日より連載している。
単行本はリイド社より既刊3巻（2025年7月時点）。